# Nenad Stojanović
Nenad Stojanović (Sarajevo, 25 febbraio 1976) è un politologo svizzero. È professore associato al  Dipartimento di scienze politiche dell'Università di Ginevra, nonché direttore supplente del dipartimento sulla ricerca generale sulla democrazia al Zentrum für Demokratie Aarau (ZDA) dell'Università di Zurigo. Dirige il Polo di ricerca sulle innovazioni democratiche.

## Biografia
Vive in Svizzera dal 1992. Ha studiato scienze politiche alle università di Ginevra (licence 1999), McGill, Montreal (M.A. 2000), Zurigo (Dr. phil. 2008) e Lucerna (Habil. 2022).
Dopo gli studi ha lavorato come giornalista (corrispondente del Giornale del Popolo, 2000-2002) e in seno all'Amministrazione federale svizzera (collaboratore del capo del Dipartimento federale dell'ambiente, dei trasporti, dell'energia e delle comunicazioni  DATEC, 2002-2004). Dal 2004 si occupa di ricerca scientifica, dapprima come assistente all' Istituto di scienze politiche di Zurigo, quindi come senior research fellow al  Centro studi sulla democrazia di Aarau (archiviato dall'url originale il 10 dicembre 2013) (2009-2015) e all' Università di Lucerna (2015-2018) e professore FNS all'Università di Ginevra (2018-2024). Nel 2023/2024 è stato professore invitato alla Goethe-Universität di Francoforte ( Alfred Grosser-Gastprofessur für Bürgergesellschaftsforschung).
Scrive contributi scientifici, politici e d'opinione per diversi giornali svizzeri. Nel 1997 ha vinto il Premio letterario Piero Chiara, sezione giovani, e ha pubblicato la raccolta di racconti  C'era una volta una città. Racconti di Sarajevo (archiviato dall'url originale il 12 luglio 2016) (Lugano, Fontana edizioni, 2007). Nel 2012 gli è stato assegnato il premio (ex aequo) dell' Associazione svizzera di scienze politiche (archiviato dall'url originale il 7 gennaio 2014) per la migliore tesi di dottorato in scienze politiche difesa in un'università svizzera. È autore di  Dialogo sulle quote. Rappresentanza, eguaglianza e discriminazioni nelle democrazie multiculturali (Bologna, Il Mulino, 2014; originale francese:  Dialogue sur les quotas, Parigi, Presses de Sciences Po, 2013) e di  Multilingual Democracy: Switzerland and Beyond (ECPR Press, 2021).
Membro del Consiglio di fondazione della  Fondazione Kurth Imhof per la qualità dei media (dal 2019) e del Consiglio regionale  SSR.CORSI (dal 2024). Già membro della  Commissione federale contro il razzismo (2012-2023) e del Consiglio di fondazione del  Fondo nazionale svizzero per la ricerca scientifica FNS (2015-2018).

## Politica
Membro del Partito Socialista Svizzero (PSS) dal 2003.
PS Lugano. Membro di Comitato (2003-2004), membro del Comitato allargato (dal 2013).
PS Ticino.  Membro di Direzione PS Ticino (2004-2008, 2012-2013), responsabile della Commissione Ambiente e Trasporti (2004-2008), vicepresidente del PS Ticino (14.3.2012-19.12.2013).
PS svizzero. Membro di Direzione PSS (2004-2008), responsabile dei rapporti con i Democratici di Sinistra (oggi Partito Democratico) in Svizzera, membro del gruppo di lavoro per la revisione del programma del PSS (2005-2009), delegato ticinese alle Assemblee dei delegati del PSS (2004-2021), membro del Consiglio del partito (dal 2021).
Consiglio comunale (legislativo) di Lugano. Membro dal 2004 al 2008, membro della Commissione della pianificazione del territorio (2004-2007).
Gran Consiglio (legislativo) del Canton Ticino. Membro dal 2.5.2007 al 26.11.2013, membro della Commissione Energia (2007-2013; presidente 2011-2012), della Commissione Petizioni e ricorsi (2007-2011), dell'Ufficio presidenziale (2010-2011) e della Commissione Legislazione (2011-2013).
Nel 2011 è stato candidato al Consiglio nazionale, arrivando in terza posizione sulla lista del Partito socialista nella circoscrizione Ticino.
Il 28 dicembre 2016 ha lanciato un referendum facoltativo sull'applicazione dell'iniziativa popolare "contro l'immigrazione di massa".